# Padre Coraje (telenovela)
Padre Coraje es una telenovela argentina transmitida desde el 8 de marzo hasta el 23 de diciembre de 2004 por Canal 13. 
Es protagonizada por Facundo Arana y Nancy Dupláa, junto con Carina Zampini, Raúl Rizzo y Mercedes Funes en los roles antagónicos, cuenta con las actuaciones estelares de Eugenia Tobal, Luis Machín, Javier Lombardo y Leonor Benedetto. Fue galardonada con el Premio Martín Fierro de Oro en ese año.

## Sinopsis
La historia está ambientada en Argentina en 1952, en el imaginario pueblo bonaerense de La Cruz. El pueblo se encuentra dominado por gobernantes despóticos y explotadores, y un joven idealista recién llegado, Gabriel Jáuregui (Facundo Arana), asume una identidad de justiciero para luchar por los pobres, operando en los bosques cercanos al pueblo.
El asesinato de Alejandro Guerrico, uno de los hombres más respetados de La Cruz, conmueve a toda la zona y despiertan las más duras sospechas. La víctima se oponía al aumento de los impuestos que pretendía llevar a cabo el intendente del pueblo, cosa que ponía en riesgo los intereses de algunos poderosos. Guerrico recibió advertencias e incluso fue tentado con sobornos, pero se llevó su decencia y honestidad a la tumba, igual que ese secreto. 
Alguien tiene que pagar por esa vida. Así, en un recinto ubicado debajo de la plaza del pueblo donde todos los viernes se reúne una logia compuesta por los más poderosos del pueblo, se piensa en un posible candidato para cargar con ese crimen. Y nadie más adecuado para hacerlo que un forajido: Coraje, ese justiciero que vive robando a los ricos para ayudar a los pobres, y que nunca ha matado a ningún mortal, ni siquiera al más malvado.
Enterado de esta injusticia, Coraje decide no solo limpiar su nombre, sino hacer justicia y atrapar al verdadero asesino de Guerrico; aunque no sabe quién es, sabe que está en La Cruz. De este modo, Coraje, acompañado de sus compañeros Santo (Javier Lombardo) y Mecha (Eugenia Tobal), decide ir al pueblo, pero todos saben que para tamaña empresa necesitan una buena estrategia. Y accidentalmente, yendo hacia La Cruz, la encuentran.
En el camino hacia La Cruz, el padre Juan, el nuevo párroco del pueblo (al que nadie conoce y nunca ha visto antes), es asaltado por unos ladrones justo cuando Coraje y su banda pasan por allí. Coraje y sus compañeros logran darle su merecido a los bandidos, pero el sacerdote muere. 
Coraje ve en la tragedia (o mejor dicho, en la sotana del Padre Juan) la manera de entrar a La Cruz y a todas sus casas: nadie es considerado más respetable, más inofensivo, más digno de confianza para escuchar cualesquier secretos, aún aquellos inconfesables, que el cura del pueblo.
Sin ningún conocimiento teológico ni litúrgico más que cierta admiración por Jesús, llega el nuevo cura párroco a La Cruz, un pueblo muy religioso y conservador. Y así debutará nuestro Padre Coraje; solo Dios puede ayudar a Coraje en esta nueva y más difícil aventura.
A partir de aquí, desde la iglesia de La Cruz, comenzarán a ejecutarse los distintos planes, estrategias, investigaciones, etc., para hacer justicia a dos hombres: Guerrico y Coraje.
Coraje rápidamente cae rendido ante la belleza de una de las jóvenes del pueblo, Clara (Nancy Dupláa), que oficia de misionera de la parroquia y que no es otra que una de las dos hijas de Guerrico. Ambos se enamorarán profundamente el uno del otro y sufrirán terriblemente; ella por haberse enamorado de un hombre que está casado con Dios, y él por el precio que deberá pagar por su mentira.
Y así, con este comienzo romántico y casi épico, se empezará a tejer una trama llena de pasiones, deseos, odios, traiciones y secretos.

## Reparto

### Estables
Son los actores (personajes) que están incluidos en la apertura del programa y los que han participado durante un largo período.
| Intérprete        | Personaje                                                   | Ocupación                                                                  | Período de capítulos |
| ----------------- | ----------------------------------------------------------- | -------------------------------------------------------------------------- | -------------------- |
| Facundo Arana     | Gabriel Jáuregui / Coraje / Padre Juan / Peregrino Espósito | Ladrón / sacerdote                                                         | 1 - 189              |
| Nancy Duplaa      | Clara María Guerrico                                        |                                                                            | 1 - 189              |
| Carina Zampini    | Ana Guerrico                                                | Villana, enamorada del Padre Juan, se vuelve buena al final de la historia | 1 - 189              |
| Leonor Benedetto  | Amanda Pastorino de Jáuregui                                |                                                                            | 1 - 135, 141         |
| Nora Cárpena      | Elisa Barraza de Guerrico                                   | Dueña del hotel                                                            | 1 - 189              |
| Raúl Rizzo        | Manuel Adolfo Costa                                         | Intendente, villano principal                                              | 1 - 189              |
| Luis Machín       | Froilán Ponce                                               | Médico                                                                     | 1 - 189              |
| Eugenia Tobal     | Mercedes Angela "Mecha" Tomini                              | Ladrona / telefonista                                                      | 1 - 189              |
| Javier Lombardo   | Santo Tomini                                                | Ladrón / sacristán                                                         | 1 - 189              |
| Julia Calvo       | Messina Cortés                                              | Prostituta                                                                 | 1 - 189              |
| Federico Olivera  | Horacio Costa                                               | Abogado, villano                                                           | 1 - 189              |
| Mercedes Funes    | Nora Cándida Ponce                                          | Villana, hija loca del Doctor Ponce                                        | 1 - 180, 183, 189    |
| Fabio Di Tomaso   | Lautaro Teodoro Costa                                       |                                                                            | 1 - 172, 177 - 178   |
| Erika Wallner (†) | Marcia Krauss                                               | Villana, Ama de llaves                                                     | 1 - 189              |
| Matías Santoianni | Felipe Ignacio "Pipo" Jáuregui                              | Monaguillo                                                                 | 1 - 189              |
| Melina Petriella  | Lourdes "La nena" Bernal Ponce de Costa                     |                                                                            | 1 - 189              |
| Eugenia Guerty    | María Teresa "Teté" Andrade                                 | Telefonista                                                                | 4 - 189              |

### Recurrentes
Son los actores (personajes) que han incursionado alrededor de un período de 50 capítulos.
| Intérprete          | Personaje                            | Ocupación                       | Período de capítulos |
| ------------------- | ------------------------------------ | ------------------------------- | -------------------- |
| Roberto Vallejos    | Pedro Francisco Olmos Rey / Santiago | "El loco de la navaja", Villano | 11 - 157, 170 - 188  |
| Marcelo Cosentino   | Darío Castro                         | Conserje                        | 1 - 189              |
| Fabiana García Lago | Irma "La muda" Saldívar de Jáuregui  | Prostituta                      | 13 - 189             |
| Patricio Arellano   | Fernando "Nando" Guzmán              | Monaguillo                      | 30 - 161             |
| Héctor Nogués       | Enrique Guzmán                       | Abogado, villano                | 1 - 166              |
| Paula Villanustre   | Isabel                               | Mucama                          | ¿? - ¿?              |
| Maisa Armeri        | Olga                                 | Mucama                          | ¿? - ¿?              |
| Jorge Lázaro        | Escobar                              | Comisario                       | ¿? - 189             |
| Silvana Olivares    | Mirta                                | Enfermera                       | ¿? - ¿?              |

### Participaciones
Son los actores (personajes) de poco reconocimiento que han participado por pocos capítulos.
| Intérprete               | Personaje                     | Ocupación                                                                                  | Período de cap.           | Cantidad de cap. |
| ------------------------ | ----------------------------- | ------------------------------------------------------------------------------------------ | ------------------------- | ---------------- |
| Adrian Spinelli          | Juan / Fermín Nuñez           | Cura / Hermano Gemelo                                                                      | 1, 71, 73                 | 3                |
| Jorge García Marino      | Alejandro Guerrico            | Secretario                                                                                 |                           |                  |
| Hugo Castro (†)          | Luis Castella                 | Ladrón                                                                                     | 1 - 6                     | 5                |
| Mario de Cabo            | Álzaga                        |                                                                                            | 1 - ¿?                    | ¿?               |
| Juan Carrasco            | Hugo Pacheco                  | Chacarero                                                                                  | ¿? - 18                   | ¿?               |
| ¿?                       | González                      | Oficial                                                                                    | ¿? - 73                   | ¿?               |
| ¿?                       | Ignacio Jáuregui              |                                                                                            | 4                         | 1                |
| Sergio Surraco           | Rodolfo Pourtale              | Villano, amante de Nora                                                                    | 8 - 82                    | 38               |
| Rubén de la Torre        | Villa Mayor                   |                                                                                            | 15                        | 1                |
| Marcelo Canan            | ¿?                            | Conserje                                                                                   | 19                        | 1                |
| Gabriel Martín Fernández | Bermúdez                      |                                                                                            | 21 - 22                   | 2                |
| Carlos Weber             | Jorge Cavagliá                | Obispo                                                                                     | 22 - 28, 54 - 55, 63 - 64 | 11               |
| Estela Matute            | Elena "Elenita"               |                                                                                            | 23                        | 1                |
| Daniel Orlando García    | Cornejo                       | Abogado                                                                                    | 46 - 48, 66 - 67          | 5                |
| Jorge Nolasco (†)        | Rolando "Roli" Esclusero      | Ladrón                                                                                     | 46 - 48, 60 - 61, 66 - 67 | 7                |
| Carolina Vespa           | Micaela "Michelle" Pellegrini | Prostituta                                                                                 | 58 - 68                   | 9                |
| Claudia Cárpena          | Angélica                      |                                                                                            | 62 - 65                   | 4                |
| ¿?                       | Capilla                       | Doctor                                                                                     | 72 - 73                   | 2                |
| Néstor Zacco             | Jorge Torres                  |                                                                                            | 76 - 77                   | 2                |
| Fito Yanelli             | Arnaldo Flores                | Detective                                                                                  | 85 - 87, 117 - 141        | 28               |
| Eduardo Wigutow (†)      | Orfel Mariani                 | Inquilino de los Guerrico y novio de Marcia, es asesinado accidentalmente por Ana Guerrico | 88 - ¿?                   | 4                |
| Carlos Bermejo (†)       | ¿?                            | Obispo                                                                                     | 96 - 97                   | 2                |
| Enrique Dumont           | ¿?                            | Cura                                                                                       | 96 - 97                   | 2                |
| Ernesto Claudio          | Padre Justino Arellano        | Sacerdote                                                                                  | 97 - 104, 138 - 144, 148  | 16               |
| Alejandro Gancé          | ¿?                            |                                                                                            | 121 - 123                 | 3                |
| Luis Mazzeo (†)          | Manule                        |                                                                                            | 126 - 128                 | 3                |
| Fausto Collado           | Jiménez                       | Inspector                                                                                  | 145 - ¿?                  | ¿?               |
| Gustavo Rey              | Capuano                       | Prelado                                                                                    | 153 - 170, 178 - 179      | 20               |
| Atilio Pozzobón          | Américo                       |                                                                                            | 177 - 184                 | 8                |
| Hugo Cosiansi            | Villar                        | Médico                                                                                     | 180 - 187                 | 8                |
| Emiliano Dionisi         | Jovín Tomini                  |                                                                                            | 181 - 189                 | 9                |
| Maida Andrenacci         | Noemí Zavala                  |                                                                                            | 188 - 189                 | 2                |

### Participaciones especiales
Son incursiones por algunos capítulos de personalidades reconocidas y/o actores interpretando a figuras históricas.
| Intérprete              | Personaje                             | Ocupación         | Período de cap.    | Cantidad de cap. |
| ----------------------- | ------------------------------------- | ----------------- | ------------------ | ---------------- |
| Jorge Schubert          | Pedro Larreta                         | Inspector         | 8 - 45             | 33               |
| Ximena Fassi            | Eva Duarte                            | Primera dama      | 23, 33 - 34        | 3                |
| Karina Mazzocco         | Silvia Padilla / Remedios Villareal   |                   | 39 - 41            | 3                |
| Emilio Bardi            | José María Gatica                     | Boxeador          | 51 - 52            | 2                |
| Noemí Frenkel           | Perla                                 |                   | 52 - 54            | 3                |
| Mónica Lairana          | Tita Merello                          | Actriz / cantante | 59 - 60            | 2                |
| Victor Laplace          | Juan Domingo Perón                    | Presidente        | 79 - 81, 176 - 177 | 5                |
| Antonio Grimau          | Augusto Arroyo                        | Senador           | 81 - 94, 97-98     | 16               |
| Lucas Ferraro           | Che Guevara                           | Guerrillero       | 100 - 105          | 6                |
| Nacha Guevara           | Asumpta Pastorino                     | Cantante          | 115 - 120          | 6                |
| Juan Carlos Calabró (†) | Merlik                                | Mago              | 127 - 128          | 2                |
| Adriana Salonia         | Neréa Saldarriaga                     | Periodista        | 129 - 132          | 4                |
| Gonzalo Urtizberéa      | Aníbal "Petaca" Bessani               |                   | 149 - 154          | 6                |
| Aldo Pastur             | Aristóbulo Molina                     | General           | 174 - 176          | 3                |
| Mario Moscoso           | Balestra                              | Capitán           | 174 - 176          | 3                |
| Susana Lanteri (†)      | Madre de Pedro Olmos Rey              |                   | 184 - 187          | 4                |
| Julieta Vallina (†)     | Mujer que atiende el Hotel Tres Reyes |                   | 115-116            | 2                |

## Lugares ficticios

### La Cruz
Es un pueblo de 3000 habitantes perteneciente a la ciudad Pozo de las almas. Es el lugar donde transcurre la mayor parte de la historia. Los principales hechos ocurren en los siguientes lugares:
- Mansión de los Costa.
- Hotel "Ambassador".
- Intendencia.
- Prostíbulo "El búho".
- Mansión de los Jáuregui.
- Casa de los Ponce.
- Iglesia y sacristía.
- Hospital
- Ciudad de la cruz
- Ciudad pozo de las almas
- Ciudad de Sacramento
- Recinto de la orden de betania.

### Pozo de las Almas
Se encuentra a varios kilómetros de La Cruz. Es un camino poco transitado y de difícil acceso. Se estima un viaje de alrededor de tres horas en auto.

## Banda sonora
1. "¿Y qué?" por Paz Martínez
2. "Hay amor" por Ricardo Montaner
3. "Desesperado" por Ricardo Montaner
4. "Quisiera" por Ricardo Montaner
5. "La clave del amor" por Ricardo Montaner
6. "Soy tuyo" por Ricardo Montaner
7. "Unforgettable" por Nat King Cole
8. "When you wish upon a star" por Glenn Miller
9. "Si volvieras a mi" por Josh Groban
10. "Llamarada pasional" por Tita Merello
11. "Lágrimas y sonrisas" por Rodolfo Biagi
12. "Atlantia" por Secret Garden
13. "Windfall" por Dead Can Dance
14. "Wind Spirit" por Bill Miller
15. "The Eyes of Truth", "Shadows in Silence" y "Almost Full Moon" por Enigma
16. "Clavelitos" por André Rieu
17. "Bésame mucho" por Lucho Gatica
18. "Ne me quitte pas" por Nacha Guevara
19. "L'agression" por Osvaldo Montes

- Canciones pertenecientes a la banda sonora de la película Eyes Wide Shut compuesta por Jocelyn Pook.

1. "Migrations"

- Canciones pertenecientes a la banda sonora de la película Red Dragon compuesta por Danny Elfman.

1. "The Revelation"

- Canciones pertenecientes a la banda sonora de la película Leyendas de pasión compuesta por James Horner.

1. "Revenge"
2. "The Wedding"
3. "Alfred Moves to Helena"

- Canciones pertenecientes a la banda sonora de la película Titanic compuesta por James Horner.

1. "Unable to Stay, Unwilling to Leave"

- Canciones pertenecientes a la banda sonora de la película Lara Croft Tomb Raider: La cuna de la vida compuesta por Alan Silvestri.

1. "Pandora's box"

- Canciones pertenecientes a la banda sonora de la película The Mission compuesta por Ennio Morricone.

1. "Alone"

- Canciones pertenecientes a la banda sonora de la película Braveheart, compuesta por James Horner.

1. "For the love of a princess"
2. "Prima noctes"

- Canciones pertenecientes a la banda sonora de la película La Pasión de Cristo, compuesta por John Debney.

1. "Resurrection"
2. "The stoning"
3. "Bearing the cross"
4. "Jesus arrested"
5. "Peter denies Jesus"
6. "It is done"
7. "Mary goes to Jesus"

- Canciones pertenecientes a la banda sonora de la película The Last Temptation of Christ, compuesta por Peter Gabriel.

1. "The Feeling Begins"
2. "Passion"

- Canciones pertenecientes a la banda sonora de la película The Scarlet Letter, compuesta por John Barry.

1. "She will not speak"
2. "Poor fatherless child"
3. "The bird / The swimmer"
4. "Main title / The arrival / Search for home"
5. "Are You With Child?"
6. "Agnus Dei"
7. "Love Scene"

- Canciones pertenecientes a la banda sonora de la película The Shawshank Redemption, compuesta por Thomas Newman.

1. "So was red"
2. "Rock hammer"
3. "Compass and Guns"
4. "Suds on the Roof"

- Canciones pertenecientes a la banda sonora de la película My Big Fat Greek Wedding, compuesta por Alexander Janko y Chris Wilson.

1. "Time with you"
2. "Generations"

- Canciones pertenecientes a la banda sonora de la película The Hurricane, compuesta por Christopher Young.

1. "Rube"
2. "Lazarus and the Hurricane"
3. "Scream of Silence"
4. "You have Transcended"
5. "Shadows in the Dark"

- Canciones pertenecientes a la banda sonora de la película Despertares, compuesta por Randy Newman.

1. "Lucy"

- Canciones pertenecientes a la banda sonora de la película The Usual Suspects, compuesta por John Ottman.

1. "Main Theme"
2. "Keyser appears"
3. "New York's Finest"
4. "Back to the Pier"
5. "The Arrests"

- Canciones pertenecientes a la banda sonora de la película The Green Mile, compuesta por Thomas Newman.

1. "Morphine & Cola"

- Canciones pertenecientes a la banda sonora de la película Donde reside el amor, compuesta por Thomas Newman.

1. "Hyacinth and Gladiola"

- Canciones pertenecientes a la banda sonora de la película Arlington Road, compuesta por Angelo Badalamenti.

1. "Old Newspapers"
2. "He Repeats, He Repeats"
3. "Values"
4. "Truth is Out There"
5. "The Yearbook"
6. "Last Day"
7. "Escape"

- Canciones pertenecientes a la banda sonora de la película El último samurái, compuesta por Hans Zimmer.

1. "A Way of Life"
2. "Idyll's End"

- Canciones pertenecientes a la banda sonora de la película Atrapado en el Tiempo (The Groundhog Day), compuesta por George Fenton.

1. "Sometimes People Just Die"

- Canciones pertenecientes a la banda sonora de la película Gladiator, compuesta por Hans Zimmer.

1. "Honor Him"

- Canciones pertenecientes a la banda sonora de la película Sommersby, compuesta por Danny Elfman.

1. "The Homecoming"
2. "Welcoming"
3. "First Love"
4. "Return Montage"
5. "Mortal Sin"
6. "Homer"
7. "Tea Cups"

## Premios
- Martín Fierro 2004
  - Martín Fierro de Oro
  - Mejor novela
  - Mejor tema musical original
  - Facundo Arana como mejor actor protagonista de novela.
  - Carina Zampini como mejor actriz protagonista de novela.
  - Luis Machín como mejor actor de reparto en drama.
  - Julia Calvo como mejor actriz de reparto en drama.
  - Nacha Guevara como mejor participación especial en ficción.

- Clarín 2004
  - Mejor ficción diaria dramática
  - Revelación femenina - Fabiana García Lago

### Nominaciones
- Martín Fierro 2004
  - Raúl Rizzo como mejor actor protagonista de novela.
  - Leonor Benedetto como mejor actriz protagonista de novela.
  - Nora Cárpena como mejor actriz protagonista de novela.
  - Nancy Dupláa como mejor actriz protagonista de novela.
  - Javier Lombardo como mejor actor de reparto en drama.
  - Matías Santoianni como mejor actor de reparto en drama.
  - Mercedes Funes como mejor actriz de reparto en drama.
  - Melina Petriella como mejor actriz de reparto en drama.
  - Víctor Laplace como mejor participación especial en ficción.
  - Mercedes Funes como revelación.
  - Fabiana García Lago como revelación.
  - Marcos Carnevale y Marcela Guerty como mejor autor / libretista.
  - Sebastián Pivotto y Martín Sabán como mejor director.

- Clarín 2004
  - Actor de TV - Raúl Rizzo
  - Actriz de TV - Leonor Benedetto
  - Revelación masculina - Fabio Di Tomaso

## Trivia
- Durante 2004, el programa Videomatch realiza una parodia de la novela llamada Padre Carajo.
- La novela fue emitida por segunda vez en el año 2009 por Canal 13 en horario vespertino. Se emitió en el canal Pasiones y en Volver durante el 2010. Desde septiembre de 2012 hasta junio de 2013 se emitió a las 20:00 por Volver nuevamente.